# Gunnar Knudsen
Aanon Gunerius Knudsen (Arendal, 19 de septiembre de 1848 — Skien, 1 de diciembre de 1928) fue un político noruego, afiliado al partido Venstre. Ocupó el cargo de primer ministro de Noruega en dos períodos. Era ingeniero de profesión, además de empresario naviero e industrial. Gunnar se casó con Ana Sofía Cappelen en 1880 y juntos tuvieron cinco hijos. En 1886 fue alcalde de Gjerpen y en 1891 fue elegido gobernador de la provincia de Telemark. En 1891 fue elegido miembro del Storting convirtiéndose en líder parlamentario en 1908 y líder del partido entre 1909 y 1927. Fue elegido Primer ministro de Noruega entre 1908 y 1913.
| Predecesor: Jørgen Løvland Jens Bratlie | Primer ministro de Noruega 1908 - 1910 1913 - 1920 | Sucesor: Wollert Konow Otto Bahr Halvorsen |

- Datos: Q560949
- Multimedia: Gunnar Knudsen / Q560949